# Valeri Bganba
Valeri Bganba (Bzipi, RSS de Georgia, Unión Soviética; 26 de agosto de 1953) es el presidente de la Asamblea Popular de Abjasia desde el 3 de abril de 2012 y presidente interino de Abjasia desde el 1 de junio hasta el 25 de septiembre de 2014, tras la renuncia de Alexander Ankvab por la crisis política que sacudió el país.
Se convirtió en Primer ministro de Abjasia el 18 de septiembre de 2018.